# John Spencer-Churchill, 11.º Duque de Marlborough
John George Vanderbilt Spencer-Churchill, 11.º Duque de Marlborough (13 de abril de 1926 – 16 de outubro de 2014) foi o filho de John Spencer-Churchill, 10.º Duque de Marlborough e de sua esposa, Alexandra Mary Hilda Cadogan.

## Família
John Spencer-Churchill, então titulado como Marquês de Blandford, casou-se com Susan Mary Hornby, filha de Michael Charles St. John Hornby e de Nicolette Joan Ward, no dia 19 de outubro de 1951. Eles se divorciaram em 1961. O marquês e a marquesa tiveram três filhos:
- John Spencer-Churchill, Conde de Sunderland (1952–1955)
- Jamie Spencer-Churchill, 12.º Duque de Marlborough (nascido em 1955)
- Henrietta Spencer-Churchill (nascida em 1958)

Ele então casou-se com Athina Livanos, ex-esposa do magnata grego Aristóteles Onassis e filha de Stavros G. Livanos. Eles ficaram casados entre 1961 e 1971. Este casamento não gerou filhos.
Em 20 de maio de 1972, casou-se pela terceira vez com a condessa Dagmar Douglas, filha do diplomata Carl Ludwig Douglas, Conde Douglas, e de Ottora Haas-Heye. Sua terceira esposa é também a tia materna da princesa herdeira Sofia de Liechtenstein. Eles tiveram três filhos:
- Richard Spencer-Churchill (nascido e morto em 1973)
- Edward Albert Charles Spencer-Churchill (nascido em 1974) casou-se com Kimberly Hammerstroem. Eles tiveram uma cerimônia civil na Biblioteca Mayfair em Londres em 4 de julho de 2018, seguida por uma cerimônia religiosa no Palácio de Blenheim em 7 de julho.
- Alexandra Elizabeth Spencer-Churchill (nascida em 1977)

Em 2008, ele e sua terceira esposa divorciaram-se.